# San Domizio
San Domizio (... – Nisibis, 363) detto anche Domizio (Dometius) il Persiano, subì il martirio ed è venerato come santo dalla Chiesa cattolica.
Secondo la tradizione, fu martirizzato con la lapidazione durante il regno di Giuliano l'Apostata assieme a due compagni. Venne ucciso a Nisibis, in Mesopotamia.
Il nome Domizio appare tre volte nel Martirologio Romano su diversi giorni di festa (7 agosto, 23 marzo, 5 luglio); "Non è certo che si tratti effettivamente della stessa persona". Le reliquie di San Domizio conservate in Sicilia nella Chiesa di San Francesco a Naro, insieme a quelle di Santa Colomba, appartengono probabilmente a un altro santo con lo stesso nome vissuto successivamente.
Domizio di Persia è stato raffigurato in un affresco dell'VIII secolo nella chiesa di Santa Maria Antiqua a Roma. Questo può indicare che ci sono stati monaci di lingua greca a Santa Maria Antiqua, come evidenziato da questi affreschi, che non solo rappresentata Domizio, ma anche i santi Barachisio, Eutimio e Saba di Palestina.